# Hans van der Meer
Hans van der Meer (Leimuiden, 4 april 1955) is een Nederlands fotograaf.
Van der Meer studeerde van 1973 tot en met 1976 aan de MTS voor Fotografie in Den Haag en van 1983 tot en met 1986 aan de Rijksakademie van beeldende kunsten in Amsterdam. Gedurende de laatstgenoemde periode legde Van der Meer straatbeelden vast in Boedapest, waarvan in 1987 het fotoboek Quirk of Fate gepubliceerd werd. Voor deze serie ontving hij in datzelfde jaar een prijs in de categorie 'Daily Life' van de World Press Photo. Van der Meer is als columnist actief voor NRC Handelsblad (Achterland, 2004) en de Volkskrant, en is samen met Hans Aarsman, Claudie de Cleen, Julian Germain en Erik Kessels oprichter en samensteller van het magazine Useful Photography.

## Hollandse Velden
In 1995 begint Van der Meer met een landschappelijk gefotografeerde serie in kleur over de onderste regionen van het amateurvoetbal in Nederland. In 1998 verscheen het boek Hollandse Velden, met tekst van Jan Mulder. De foto’s werden tijdens het Wereldkampioenschap voetbal 1998 tentoongesteld in het Institut Néerlandais in Parijs. Eind 1998 werd de serie geëxposeerd in het NFi te Rotterdam. De foto’s uit Hollandse Velden zijn sindsdien op verschillende tentoonstellingen in onder meer Portugal, Japan, Italië, en Duitsland tentoongesteld. Het Stedelijk Museum Amsterdam heeft in 2001 een aantal foto’s uit de serie geëxposeerd en aangekocht. Van het boek is in 2001 de derde druk verschenen. Hollandse Velden is opgenomen in het in 2006 verschenen boek 'The Photobook: A History - Volume 2' van Magnum-fotograaf, curator en verzamelaar Martin Parr en fotohistoricus Garry Badger.
In 2006 volgt het fotoboek Europese Velden. Evenals Keepers (2001) en The Other Final (2003) is dit een voortzetting van het concept van het Hollandse Velden, maar nu met foto's gemaakt in 22 verschillende Europese landen. De expositie van Europese Velden beleefde diens première in Museum Boijmans Van Beuningen te Rotterdam, waarna de tentoonstelling onder meer te zien was in musea in Frankfurt, Milaan en Beijing. Naast de Nederlandse versie is Europese Velden tevens verschenen in een Duits-, Engels-, Frans- en Zweedstalige editie. 

## Fotoboeken
- 1987 - Quirk of Fate
- 1989 - Grand pas classique
- 1993 - Werk
- 1998 - Hollandse Velden
- 2000 - Amsterdams Verkeer
- 2000 - Dierenleven
- 2001 - Keepers
- 2003 - The Other Final
- 2004 - Achterland
- 2006 - Europese Velden (ISBN 9074159877)
- 2009 - Schapen Tellen (ISBN 9789046802069)
- 2012 - Nederland - Uit voorraad leverbaar (ISBN 9789080265509)

## Filmografie
- 1999 - Beijing on a bicycle
- 2000 - Flemish Fields
- 2002 - Voorwaarts
- 2004 - Saturday Afternoon – Sunday Morning
- 2004 - Campo de Futbol
- 2006 - Campi di Calciatori

- Biblioteca Nacional de España: XX6503761
- Bibliothèque nationale de France: cb135073944 (data)
- Gemeinsame Normdatei: 129958379
- International Standard Name Identifier: 0000 0000 2007 7225
- Library of Congress Control Number: n88064753
- Nederlandse Thesaurus van Auteursnamen: 072714425
- PIC: 287631
- RKD-Nederlands Instituut voor Kunstgeschiedenis: 120013
- Système universitaire de documentation: 116733039
- Union List of Artist Names: 500382567
- Virtual International Authority File: 167203
- WorldCat: E39PBJk4BWfpfTRwRt4fjffpfq